# François-Xavier Farine
Né le 26 juin 1971 à Lille, François-Xavier Farine est un bibliothécaire, critique et poète français.

## Carrière
À partir de 1994, il publie ses textes en revues (Lieux d'Être, Comme en Poésie, Poésie/première, Terre à ciel, Microbe, Catarrhe, Realpoetik).
Son premier recueil, D'infinis petits riens, paraît en 2012,,,. En 2016, à l'occasion de la parution de son second recueil, Pleines Lucarnes,,, coécrit avec Thierry Roquet, il est invité au Festival « Villa en Fête » de la villa Marguerite Yourcenar.
De 1996 à 2000, il participe au comité de rédaction de la revue Polaire lancée par le poète Jean-Louis Cloët.
Depuis 2001, il s'est spécialisé dans la critique de la poésie contemporaine dans diverses revues papier et sur le web (Lieux d'Être, nord', Décharge, Texture, Poezibao...). Il a publié à ce jour une cinquantaine d'articles et dossiers concernant des poètes confirmés (Daniel Biga, Louis-François Delisse, Pierre Tilman...) et des poètes de la nouvelle génération (Thomas Vinau, Jean Marc Flahaut, Marlène Tissot, Samantha Barendson, Frédérick Houdaer, Christophe Siébert, Guillaume Siaudeau, Simon Allonneau...). En novembre 2006, il a consacré un important dossier, En avant l'humour !, à cinq poètes d'aujourd'hui (Guy Chaty, Michel Deville, Alfonso Jimenez, Jean L'Anselme et Jean-Yves Plamont) dans le n°42 de la revue Lieux d'Être.
« Toujours attentif aux écritures émergentes » selon Claude Verceyou Grégoire Damon, il anime dès 2010 un premier blog, Poebzine, puis un second, Le feu central, depuis novembre 2016. Il chronique également, depuis 2011, la poésie pour la revue Eulalie de l'Agence Régionale du Livre et de la Lecture (AR2L) Hauts-de-France.
En tant que bibliothécaire et « ardent défenseur de la poésie », il organise les lectures-rencontres poétiques de la Médiathèque départementale du Nord depuis 2014.

## Œuvres

### Livres
- D’infinis petits riens, illustration Christophe Salembier, 4e de couverture Jean L'Anselme, éditions Gros Textes, 2012, (ISBN 978-2-35082-198-6)
- Pleines Lucarnes, coécrit avec Thierry Roquet, illustration Maxime Dujardin, Préface Jean-Michel Larqué, éditions Gros Textes, 2016, (ISBN 978-2-35082-294-5)
- Sacré Rimbaud (plaquette), aérolithe éditions, 2018[21], (ISBN 978-2-95644-670-5)
- 36 choses à faire avant de mourir... (micro-publication), pré # carré, décembre 2018
- Trombines, illustration Benoît Delbroucq, éditions Gros Textes, 2020[22],  (ISBN 978-2-35082-447-5)
- Les tercets sauvages du bus, illustration Xavier Marchandise, éditions Gros Textes, 2023,  (ISBN 978-2-35082-551-9)

### Préfaces
- Marlène Tissot, Sous les fleurs de la tapisserie, Prix CoPo 2015[23], Le Citron Gare, 2013
- Un début de réalité, premier recueil de Marc Guimo, Polder n°175 coédité par la revue Décharge et les éditions Gros Textes, 2017

## Anthologies
- Il est trente-cinq heures, recueil collectif sur le monde du travail, coédité par TEC/CRRIAC, la revue Lieux d’Être et la Maison de la Poésie Nord/Pas-de-Calais, 1993[24]
- Humour & Poésie d'Aujourd'hui, anthologie dirigée par Guy Chaty et Jean-Paul Giraux, Poésie/première n°51, 2011
- Corps en mouvement - Poésie et sport, 53 poètes, Bacchanales n°57, Maison de la Poésie Rhône-Alpes, 2017
- Duos : 118 jeunes poètes de langue française né(e)s à partir de 1970, anthologie dirigée par Lydia Padellec, Bacchanales n°59, Maison de la Poésie Rhône-Alpes, 2018